# خفاش مطرقي الرأس
خفاش مطرقي الرأس (الاسم العلمي Hypsignathus monstrosus)، هو خفاش من فيصلة خفافيش الفاكهة،
وينتشر على نطاق واسع في أفريقيا الوسطى والغربية (أفريقيا الاستوائية). ويوجد خفاش مطرقي الرأس في الغابات النهرية،
وعلى أشجار الأيكة، والمستنقعات، وغابات النخيل على ارتفاعات أقل من 1800 متر.